# 임종임
임종임(林鍾姙, 1949년 12월 ~ 2023년 8월 28일)은 대한민국의 가수이다. 그룹 와일드캐츠(들고양이들)에서 활동했다.

## 생애
3자매 중 막내딸로 태어났다. 초등학교 때부터 피아노를 배웠다. 1969년 미8군 무대 전속가수로 출발, 1971년 6인조 그룹 와일드캐츠(들고양이들)를 결성했다. 동남아시아에서 활동하다 홍콩에 정착하여 정규음반을 3장 정도 발표하고 홍콩TV에도 출연하는등 활발한 활동을 하였다. 1978년 와일드캣츠 팀이 귀국하여 정규앨범 1,2,3집까지 활동한 후 1981년 솔로로 독립하여 활동했다. 2023년 8월 28일 새벽 2시경 별세하셨습니다.

## 발표 앨범
- 1979년 7월  들고양이들 1집 《마음약해서》  《오동동 타령》 《우리 사랑 변함없으리》
- 1979년 12월  들고양이들 2집 《정든 부두》  《어화둥둥 내사랑》
- 1980년 8월  들고양이들 3집 《나 뿐이야》 《탈》
- 1981년 1월  솔로 1집 《여객선》 《말하나 마나》
- 1981년 9월  노래의 꽃다발 메들리집 《날 보러와요》외
- 1981년 9월  노래 실은 관광열차 메들리집 《돌아와요 부산항에》외
- 1981년 10월 2집  《부두》 《오늘은 안돼요》
- 1983년 10월 3집 《또 하나의 이별》 《아니 누가 당신더러》
- 1984년 7월  4집 《여자》 《잊어 주세요》
- 1986년 6월  5집 《어쩔 수 없어》 《망각》
- 1987년 9월  6집 《사랑의 아픔》 《사랑도 한때 이별도 한때》
- 1989년 6월  7집 《내비 둬》 《많으면 뭘해》
- 1989년 5월  8집 《기다림으로》 《왜 붙잡는거야》
- 1991년 임종임 스타앨범(리메이크 앨범) 《마음약해서》 《갈바람》

## 기타
- 1974년 홍콩에서 낸 'Lady Bump'는 80만장이 팔려나갔다.
- 영어, 일어, 중국어, 태국어, 베트남어를 구사한다.
- 1980년 MBC주최 제3회 MBC 서울 국제가요제에 그룹 들고양이들의 멤버로 참가하여 《탈》을 불러 입상하였다.
- 1982년 MBC주최 제5회 MBC 서울 국제가요제에 솔로 자격으로 참가하여 이현섭 작곡의 《빨간 장미의 사랑(ROSE LOVE》를 불러 입상하였다.